# Kvalifikace na Mistrovství Evropy ve fotbale 2004 – skupina 2
Zápasy této kvalifikační skupiny na Mistrovství Evropy ve fotbale 2004 se konaly v letech 2002 a 2003. Z pěti účastníků si postup na závěrečný turnaj zajistil vítěz skupiny. Druhý tým skupiny hrál baráž.

## Tabulka
| Tým                 | Z | V | R | P | VG | IG | B  |
| ------------------- | - | - | - | - | -- | -- | -- |
| Dánsko              | 8 | 4 | 3 | 1 | 15 | 9  | 15 |
| Norsko              | 8 | 4 | 2 | 2 | 9  | 5  | 14 |
| Rumunsko            | 8 | 4 | 2 | 2 | 21 | 9  | 14 |
| Bosna a Hercegovina | 8 | 4 | 1 | 3 | 7  | 8  | 13 |
| Lucembursko         | 8 | 0 | 0 | 8 | 0  | 21 | 0  |

## Zápasy
| 7. září 2002        |       |                   |                                                                   |
| Norsko              | 2 – 2 | Dánsko            | Ullevaal Stadion, Oslo diváci: 25,114 rozhodčí: Hugh Dallas (SCO) |
| Riise 54' Carew 90' |       | Tomasson 22', 72' | Ullevaal Stadion, Oslo diváci: 25,114 rozhodčí: Hugh Dallas (SCO) |

| 7. září 2002        |       |                                |                                                                        |
| Bosna a Hercegovina | 0 – 3 | Rumunsko                       | Koševo Stadium, Sarajevo diváci: 4,000 rozhodčí: Lucílio Batista (POR) |
|                     |       | Chivu 7' Munteanu 8' Ganea 27' | Koševo Stadium, Sarajevo diváci: 4,000 rozhodčí: Lucílio Batista (POR) |

| 12. října 2002 |       |             |                                                                           |
| Rumunsko       | 0 – 1 | Norsko      | Stadionul Steaua, Bukurešť diváci: 25,000 rozhodčí: Valentin Ivanov (RUS) |
|                |       | Iversen 83' | Stadionul Steaua, Bukurešť diváci: 25,000 rozhodčí: Valentin Ivanov (RUS) |

| 12. října 2002               |       |             |                                                                  |
| Dánsko                       | 2 – 0 | Lucembursko | Parken Stadium, Kodaň diváci: 40,259 rozhodčí: Ferenc Bede (HUN) |
| Tomasson 52' (pen.) Sand 72' |       |             | Parken Stadium, Kodaň diváci: 40,259 rozhodčí: Ferenc Bede (HUN) |

| 16. října 2002         |       |                     |                                                                     |
| Norsko                 | 2 – 0 | Bosna a Hercegovina | Ullevaal Stadion, Oslo diváci: 24,169 rozhodčí: Michael Benes (CZE) |
| Lundekvam 7' Riise 27' |       |                     | Ullevaal Stadion, Oslo diváci: 24,169 rozhodčí: Michael Benes (CZE) |

| 16. října 2002 |       |                                                            |                                                                           |
| Lucembursko    | 0 – 7 | Rumunsko                                                   | Stade Josy Barthel, Lucemburk diváci: 2,056 rozhodčí: Romans Lajuks (LVA) |
|                |       | Moldovan 2', 5' Rădoi 25' Contra 45', 47', 86' Ghioane 81' | Stade Josy Barthel, Lucemburk diváci: 2,056 rozhodčí: Romans Lajuks (LVA) |

| 29. března 2003      |       |                                                              |                                                                                    |
| Rumunsko             | 2 – 5 | Dánsko                                                       | Stadionul Naţional, Bukurešť diváci: 55,000 rozhodčí: Manuel Mejuto González (ESP) |
| Mutu 5' Munteanu 47' |       | Rommedahl 8', 90' Gravesen 53' Tomasson 71' Contra 73' (vl.) | Stadionul Naţional, Bukurešť diváci: 55,000 rozhodčí: Manuel Mejuto González (ESP) |

| 29. března 2003        |       |             |                                                                  |
| Bosna a Hercegovina    | 2 – 0 | Lucembursko | Bilino Polje, Zenica diváci: 10,000 rozhodčí: Jouni Hyytiä (FIN) |
| Bolić 58' Barbarez 75' |       |             | Bilino Polje, Zenica diváci: 10,000 rozhodčí: Jouni Hyytiä (FIN) |

| 2. dubna 2003 |       |                            |                                                                           |
| Lucembursko   | 0 – 2 | Norsko                     | Stade Josy Barthel, Lucemburk diváci: 3,000 rozhodčí: Ivan Dobrinov (BUL) |
|               |       | Rushfeldt 57' Solskjær 73' | Stade Josy Barthel, Lucemburk diváci: 3,000 rozhodčí: Ivan Dobrinov (BUL) |

| 2. dubna 2003 |       |                         |                                                                    |
| Dánsko        | 0 – 2 | Bosna a Hercegovina     | Parken Stadium, Kodaň diváci: 30,845 rozhodčí: Anton Stredak (SVK) |
|               |       | Barbarez 23' Baljić 29' | Parken Stadium, Kodaň diváci: 30,845 rozhodčí: Anton Stredak (SVK) |

| 7. června 2003     |       |                     |                                                                             |
| Rumunsko           | 2 – 0 | Bosna a Hercegovina | Stadionul Ion Oblemenco, Craiova diváci: 36,000 rozhodčí: Ruud Bossen (NED) |
| Mutu 46' Ganea 87' |       |                     | Stadionul Ion Oblemenco, Craiova diváci: 36,000 rozhodčí: Ruud Bossen (NED) |

| 7. června 2003 |       |        |                                                                  |
| Dánsko         | 1 – 0 | Norsko | Parken Stadium, Kodaň diváci: 41,824 rozhodčí: Graham Poll (ENG) |
| Grønkjær 5'    |       |        | Parken Stadium, Kodaň diváci: 41,824 rozhodčí: Graham Poll (ENG) |

| 11. června 2003     |       |           |                                                                    |
| Norsko              | 1 – 1 | Rumunsko  | Ullevaal Stadion, Oslo diváci: 24,890 rozhodčí: Lubos Michel (SVK) |
| Solskjær 78' (pen.) |       | Ganea 64' | Ullevaal Stadion, Oslo diváci: 24,890 rozhodčí: Lubos Michel (SVK) |

| 11. června 2003 |       |                        |                                                                            |
| Lucembursko     | 0 – 2 | Dánsko                 | Stade Josy Barthel, Lucemburk diváci: 6,869 rozhodčí: Jurij Baskakov (RUS) |
|                 |       | Jensen 2' Gravesen 50' | Stade Josy Barthel, Lucemburk diváci: 6,869 rozhodčí: Jurij Baskakov (RUS) |

| 6. září 2003                           |       |             |                                                                    |
| Rumunsko                               | 4 – 0 | Lucembursko | Stadionul Astra, Ploieşti diváci: 4,000 rozhodčí: Alon Yefet (ISR) |
| Mutu 38' Pancu 40' Ganea 43' Bratu 77' |       |             | Stadionul Astra, Ploieşti diváci: 4,000 rozhodčí: Alon Yefet (ISR) |

| 6. září 2003        |       |        |                                                                  |
| Bosna a Hercegovina | 1 – 0 | Norsko | Bilino Polje, Zenica diváci: 22,000 rozhodčí: Stéphane Bre (FRA) |
| Bajramović 87'      |       |        | Bilino Polje, Zenica diváci: 22,000 rozhodčí: Stéphane Bre (FRA) |

| 10. září 2003 |       |                     |                                                                              |
| Lucembursko   | 0 – 1 | Bosna a Hercegovina | Stade Josy Barthel, Lucemburk diváci: 3,425 rozhodčí: Costas Kapitanis (CYP) |
|               |       | Barbarez 35'        | Stade Josy Barthel, Lucemburk diváci: 3,425 rozhodčí: Costas Kapitanis (CYP) |

| 10. září 2003                     |       |                    |                                                                |
| Dánsko                            | 2 – 2 | Rumunsko           | Parken Stadium, Kodaň diváci: 42,049 rozhodčí: Urs Meier (TCH) |
| Tomasson 35' (pen.) Laursen 90+5' |       | Mutu 62' Pancu 72' | Parken Stadium, Kodaň diváci: 42,049 rozhodčí: Urs Meier (TCH) |

| 11. října 2003 |       |             |                                                                   |
| Norsko         | 1 – 0 | Lucembursko | Ullevaal Stadion, Oslo diváci: 22,255 rozhodčí: Zsolt Szabó (HUN) |
| Flo 18'        |       |             | Ullevaal Stadion, Oslo diváci: 22,255 rozhodčí: Zsolt Szabó (HUN) |

| 11. října 2003      |       |               |                                                                       |
| Bosna a Hercegovina | 1 – 1 | Dánsko        | Koševo Stadium, Sarajevo diváci: 35,500 rozhodčí: Graham Barber (ENG) |
| Bolić 39'           |       | Jørgensen 12' | Koševo Stadium, Sarajevo diváci: 35,500 rozhodčí: Graham Barber (ENG) |